# Bob Giltinan
Robert Gary „Bob“ Giltinan OAM (* 4. Juli 1949 in Sydney) ist ein ehemaliger australischer Tennisspieler.

## Karriere
Bob Giltinan machte bereits in seiner Jugend auf sich aufmerksam und spielte mit 18 Jahren neben Turnieren in seiner australischen Heimat auch welche in Europa, nachdem er zu Beginn des Jahres 1968 im Einzel das Viertelfinale in Hobart erreicht hatte. Anfang 1970 erreichte er bei den Australian Open an der Seite von Syd Ball das Halbfinale im Doppel, wo sie gegen John Alexander und Phil Dent ausschieden. Seine ersten größeren Einzelerfolge feierte er, als er Ende des Jahres seinen ersten und einzigen Einzelsieg in Brisbane feierte und kurz danach das Halbfinale von Adelaide erreichte.
Seine nächsten größeren Erfolge im Einzel hatte er 1973, als er die beiden Finalrunden von Newport gegen Roger Taylor und Adelaide gegen Jiří Hřebec erreichte; beide Finalpartien verlor er. In Neu-Delhi kam er mit Syd Ball ins Halbfinale der Doppelkonkurrenz. Am Anfang des Folgejahres erreichte er sein bestes Ergebnis bei einem Grand-Slam-Turnier, als er mit Syd Ball das Finale der Doppels der Australian Open erreichte, dort jedoch Ross Case und Geoff Masters unterlag. Außerdem gewann er im Einzel zwei Challenger-Titel und kam in Manchester bis ins Halbfinale.
Nachdem er in den Vorjahren Verletzungen hatte und Militärdienst geleistet hatte, erreichte er Ende 1977 bei den Australian Open das Halbfinale, wo er sein Match gegen John Lloyd verlor. 1978 kam er in Newport ins Halbfinale, in dem er gegen Bernard Mitton eine Niederlage kassierte. Bei demselben Turnier konnte er mit Colin Dibley das Finale der Doppelkonkurrenz erreichen, wo sie gegen Tim Gullikson und Tom Gullikson verloren. Einen Monat später gewann er mit Dibley den Titel in Columbus. Seinen letzten Titel holte Giltinan Anfang des Jahres 1979 in Hobart, als er gemeinsam mit Phil Dent Ion Țiriac und Guillermo Vilas besiegte.
Giltinan trat 1971 und 1974 in vier Begegnungen für die australische Davis-Cup-Mannschaft an. Er gewann bei seinen Einsätzen drei von fünf Matches.
Nach 1979 spielte er keine größeren Turniere mehr.
Nach seiner aktiven Karriere war Giltinan unter anderem Trainer der australischen Davis-Cup-Mannschaft der Junioren. Er betrieb 18 Jahre lang eine Tennis Academy in North Manly, einem Vorort von Sydney, die er aufgeben musste, da sein Mietvertrag gekündigt wurde. Danach trainierte er gemeinsam mit seiner Frau in Oxford Falls in derselben Region.

## Persönliches
Bob Giltinan ist mit Linda verheiratet. Sein Sohn Robert Giltinan arbeitete international als Model und war in seiner Jugend ebenfalls erfolgreicher Tennisspieler.
Im Juni 2019 erhielt Giltinan von Elisabeth II. die Medal of the Order of Australia (OAM).

## Erfolge
| Legende                 |
| Grand Slam              |
| Open-Era-Turniere (3)   |
| ATP Challenger Tour (2) |

| Titel nach Belag |
| Hartplatz (1)    |
| Rasen (1)        |
| Sand (1)         |
| Teppich          |

### Einzel

#### Turniersiege

##### ATP Tour
| Nr. | Datum             | Turnier  | Belag | Finalgegner | Ergebnis           |
| --- | ----------------- | -------- | ----- | ----------- | ------------------ |
| 1.  | 15. November 1970 | Brisbane | Rasen | Ross Case   | 6:3, 6:0, 2:6, 6:2 |

##### Challenger Tour
| Nr. | Datum             | Turnier  | Belag | Finalgegner   | Ergebnis           |
| --- | ----------------- | -------- | ----- | ------------- | ------------------ |
| 1.  | 9. Juni 1974      | Surbiton | Rasen | Syd Ball      | 6:3, 6:2           |
| 2.  | 30. November 1974 | Brisbane | Rasen | Ulrich Marten | 6:2, 7:6, 6:7, 6:3 |

#### Finalteilnahmen
| Nr. | Datum             | Turnier  | Belag | Finalgegner  | Ergebnis           |
| --- | ----------------- | -------- | ----- | ------------ | ------------------ |
| 1.  | 14. Juli 1973     | Newport  | Rasen | Roger Taylor | 8:9, 6:8           |
| 2.  | 25. November 1973 | Adelaide | Rasen | Jiří Hřebec  | 4:6, 6:2, 4:6, 2:6 |

### Doppel

#### Turniersiege
| Nr. | Datum           | Turnier  | Belag     | Partner      | Finalgegner                  | Ergebnis |
| --- | --------------- | -------- | --------- | ------------ | ---------------------------- | -------- |
| 1.  | 13. August 1978 | Columbus | Sand      | Colin Dibley | Marcelo Lara Eliot Teltscher | 6:3, 6:2 |
| 2.  | 7. Januar 1979  | Hobart   | Hartplatz | Phil Dent    | Ion Țiriac Guillermo Vilas   | 8:6      |

#### Finalteilnahmen
| Nr. | Datum          | Turnier         | Belag | Partner      | Finalgegner                 | Ergebnis      |
| --- | -------------- | --------------- | ----- | ------------ | --------------------------- | ------------- |
| 1.  | 1. Januar 1974 | Australian Open | Rasen | Syd Ball     | Ross Case Geoff Masters     | 7:6, 3:6, 4:6 |
| 2.  | 16. Juli 1978  | Newport         | Rasen | Colin Dibley | Tim Gullikson Tom Gullikson | 4:6, 4:6      |